# Forstnerič
Forstnerič je priimek v Sloveniji, ki ga je po podatkih Statističnega urada Republike Slovenije na dan 1. januarja 2010 uporabljalo 50 oseb in je med vsemi priimki po pogostosti uporabe uvrščen na 7.540. mesto.

## Znani nosilci priimka
- Franc Forstnerič (1928—1999), agronom, univ. profesor
- Franc Forstnerič (*1958), matematik, univ. profesor, akademik, glavni tajnik SAZU
- France Forstnerič (1933—2007), pesnik, pisatelj, novinar